# Ołeksij Arestowycz
Ołeksij Mykołajowycz Arestowycz (ukr. Олексій Миколайович Арестович, ur. 3 sierpnia 1975 w Dedoplisckaro) – ukraiński analityk polityczny i wojskowy pochodzenia polsko-białorusko-rosyjskiego, bloger, terapeuta, podpułkownik rezerwy Sił Zbrojnych Ukrainy. Był aktorem, producentem filmowym oraz oficerem wywiadu. Zajmuje się także psychologią oraz filozofią. W latach 2020–2023 doradca Szefa Kancelarii Prezydenta Ukrainy ds. komunikacji strategicznej w dziedzinie bezpieczeństwa narodowego i obrony. Od 2023 roku na emigracji. 
Jest aktywny jako bloger. Ma ponad 870 tys. obserwujących na Facebooku, ponad 490 tys. obserwujących na Twitterze i przeszło 1,6 mln subskrybentów na YouTube. Według sondażu opublikowanego przez program „Fakty” znalazł się na liście 100 najpoczytniejszych blogerów Ukrainy. Od maja 2025 r. objęty sankcjami nałożonymi dekretem prezydenta Ukrainy.

## Życiorys

### Pochodzenie i wykształcenie
Arestowycz ma polskie korzenie. Pochodzi po ojcu, białoruskim Polaku, ze szlacheckiej rodziny Arestowicz herbu Rola, matka zaś jest Rosjanką z obwodu woroneskiego. Urodził się w wojskowym miasteczku Dedoplisckaro w Kachetii w Gruzińskiej SRR, gdzie służył jego ojciec. Znaczną część dzieciństwa spędził na Białorusi, później zaś rodzina przeprowadziła się na Ukrainę. W 1992 roku ukończył szkołę nr 178 w Kijowie. Wstąpił na Wydział Biologii Uniwersytetu Narodowego im. Tarasa Szewczenki. W 1993 roku zaczął występować w kijowskim teatrze studyjnym Czornyj kwadrat („Czarny kwadrat”) i opuścił uczelnię.
Od 2000 roku prowadzi seminaria i szkolenia psychologiczne. W 2003 roku wstąpił do prywatnej szkoły Cziełowiek sriedi ljudiej („Człowiek wśród ludzi”) rosyjskiego psychologa Absałoma Podwodnego, którą ukończył w 2010 roku. Studiował także teologię w Instytucie św. Tomasza z Akwinu w Kijowie.

### Aktor, producent
W latach 90. i 2000. kontynuował pracę jako aktor w teatrze studyjnym Czornyj kwadrat w Kijowie. Grał w reklamach, a także wystąpił w 17 rosyjskich i ukraińskich filmach, takich jak Powernennja Muchtara, Ne bijsja, ja porucz, czy Brat za brata-2.
W 2007 roku był współzałożycielem przedsiębiorstwa zajmującego się produkcją filmów Aegis Artist Group.
W 2013 roku brał udział w realizacji programu telewizyjnego Nawczyty nas żyty („Naucz nas żyć”) na kanale ICTV jako psycholog rodzinny i gospodarz.

### Wojskowy, polityk
Jest absolwentem Odeskiego Instytutu Wojsk Lądowych, posiada dyplom tłumacza wojskowego. Według danych, które wymagają dalszych potwierdzeń, w latach 1994–2005 pracował w Centralnej Agencji Wywiadu.
W 2005 roku wstąpił do partii Bractwo i był zastępcą przewodniczącego partii Dmytro Korczynskiego. Wielokrotnie brał udział w konferencjach Międzynarodowego Ruchu Eurazjatyckiego Aleksandra Dugina, gdzie aktywnie sprzeciwiał się pomarańczowej rewolucji.
Na początku 2009 roku wraz z Dmytro Korczynskim zorganizował inicjatywę obywatelską Het’ usich („Pozbądź się wszystkich”), której zadaniem było „zmuszenie rządu do rozwiązania głównych problemów małych i średnich przedsiębiorstw oraz firm przewozowych w kraju”. W czerwcu tego roku został zastępcą szefa Administracji Obwodu Nadmorskiego Rady Miejskiej Odessy, ale został odwołany na własną prośbę po 3 miesiącach.
Po Euromajdanie po raz pierwszy zaczął regularnie pojawiać się w mediach jako ekspert od spraw wojskowych i udzielał obszernych wywiadów z analizą wojskowo-polityczną bieżących wydarzeń dla wielu krajowych kanałów telewizyjnych, stacji radiowych, mediów elektronicznych i drukowanych, a także kontynuował prowadzenie bloga na Facebooku i YouTube.
Od 2014 roku przygotowuje jednostki bojowe w ramach programu Rezerwa Ludowa, jest też organizatorem charytatywnego funduszu pomocy psychologicznej dla wojskowych, którzy służyli w strefie ATO (2014–2017).
Od września 2018 do września 2019 roku służył w strefie ATO pod Kramatorskiem w 72 Brygadzie Zmechanizowanej jako zwiadowca. Wcześniej, według własnych oświadczeń, walczył ochotniczo, staczając łącznie 33 potyczki poza linią frontu.
28 października 2020 roku został mianowany doradcą ds. polityki informacyjnej z rekomendacji byłego prezydenta Łeonida Krawczuka i oficjalnym przewodniczącym delegacji ukraińskiej do Trójstronnej Grupy Kontaktowej ds. Pokojowego Rozwiązania Wojny na Wschodzie Ukrainy na rozmowach w Mińsku.

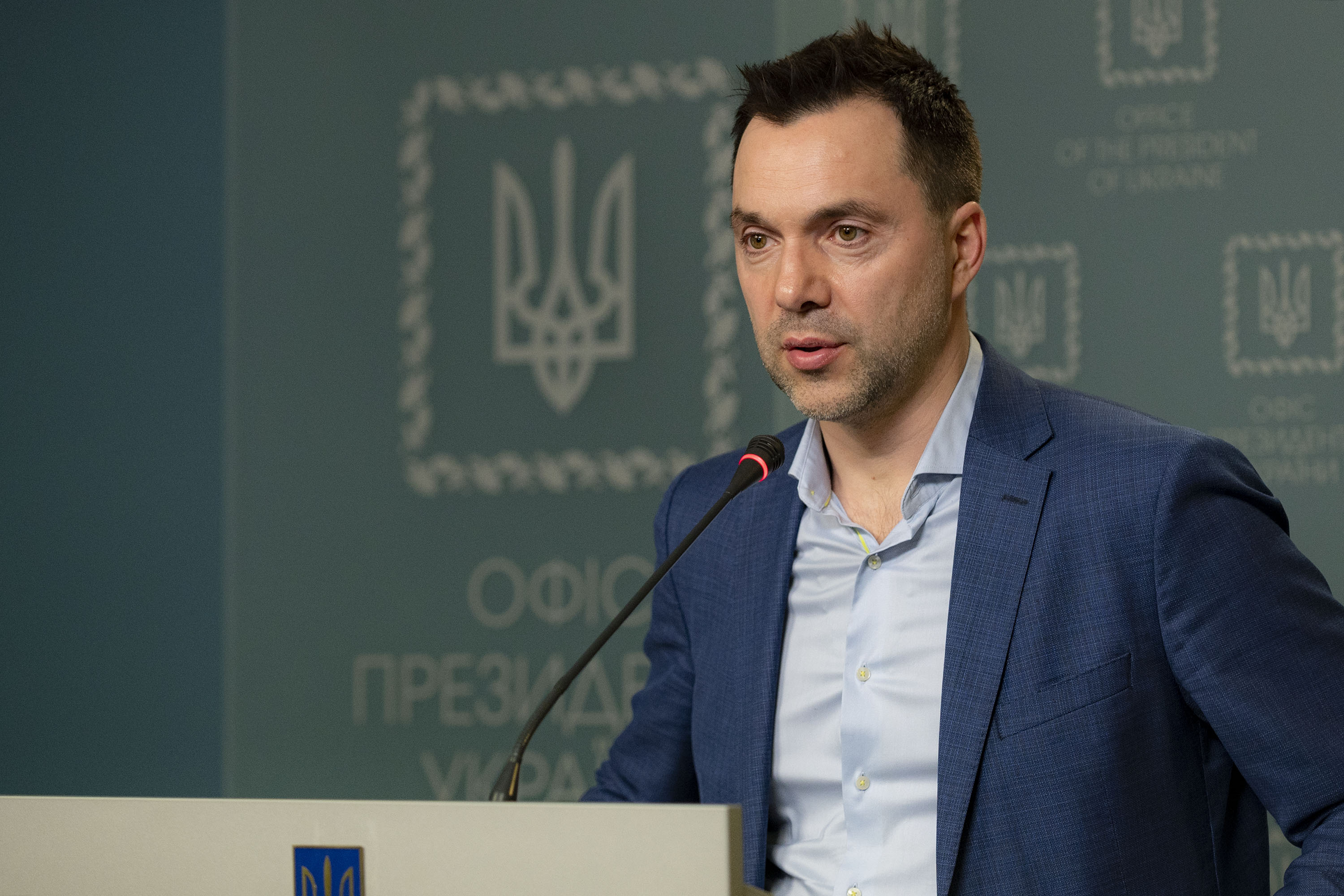
Ołeksij Arestowycz na konferencji prasowej w imieniu Kancelarii Prezydenta Ukrainy, 6 marca 2022

1 grudnia 2020 roku Szef Kancelarii Prezydenta Ukrainy Andrij Jermak powołał Arestowycza na swojego niezależnego doradcę ds. komunikacji strategicznej w dziedzinie bezpieczeństwa narodowego i obrony. Nominacja ta otrzymała zarówno recenzje krytyczne (Ihor Kozłowski), jak i pozytywne (Dmytro Kułeba). Łeonid Krawczuk zauważył, że kandydaturę Arestowycza wybrano ze względu na jego doświadczenie wojskowe oraz znajomość wizji i stanowiska państwa ukraińskiego w kwestiach będących przedmiotem rozmów w Mińsku.
W styczniu 2022 roku zrezygnował z funkcji niezależnego doradcy Szefa Kancelarii Prezydenta oraz przewodniczącego ukraińskiej delegacji do Mińska, jednak według Kancelarii Prezydenta nie podpisał wniosku o zwolnienie i „nie jest wykluczone, że ta współpraca będzie kontynuowana”.
Od początku pełnoskalowej inwazji Rosji na Ukrainę 24 lutego 2022 roku prowadził codzienne konferencje prasowe na temat sytuacji na froncie w imieniu Kancelarii Prezydenta. W kwietniu 2022 roku otrzymał awans na podpułkownika.
Wieczorem 14 stycznia 2023 roku, po ataku rakietowym na budynek mieszkalny w Dnieprze, Ołeksij Arestowycz oświadczył w programie „Feygin Live”, że pocisk, który zniszczył część budynku w Dnieprze, został zestrzelony przez ukraińskie siły obrony powietrznej, spadł na budynek i eksplodował. Po zdementowaniu tej wersji wydarzeń przez dowódcę sił powietrznych generała broni Mykołę Oleszczuka, Arestowycz został oskarżony o dezinformację. W ukraińskim parlamencie rozpoczęto zbieranie podpisów za dymisją Arestowycza, a także zbiorowy apel do SBU.
17 stycznia 2023 roku złożył rezygnację z funkcji doradcy w Kancelarii Prezydenta. Rezygnacja została przyjęta. 11 maja Rosfinmonitoring wpisał Arestowycza na listę osób zamieszanych w działalność ekstremistyczną lub terroryzm. We wrześniu 2023 roku Arestowycz opuścił terytorium Ukrainy przez przejście graniczne Korczowa-Krakowiec i oświadczył za pośrednictwem internetu, że „będzie politykiem opozycji na emigracji”.

## Prognozy geopolityczne

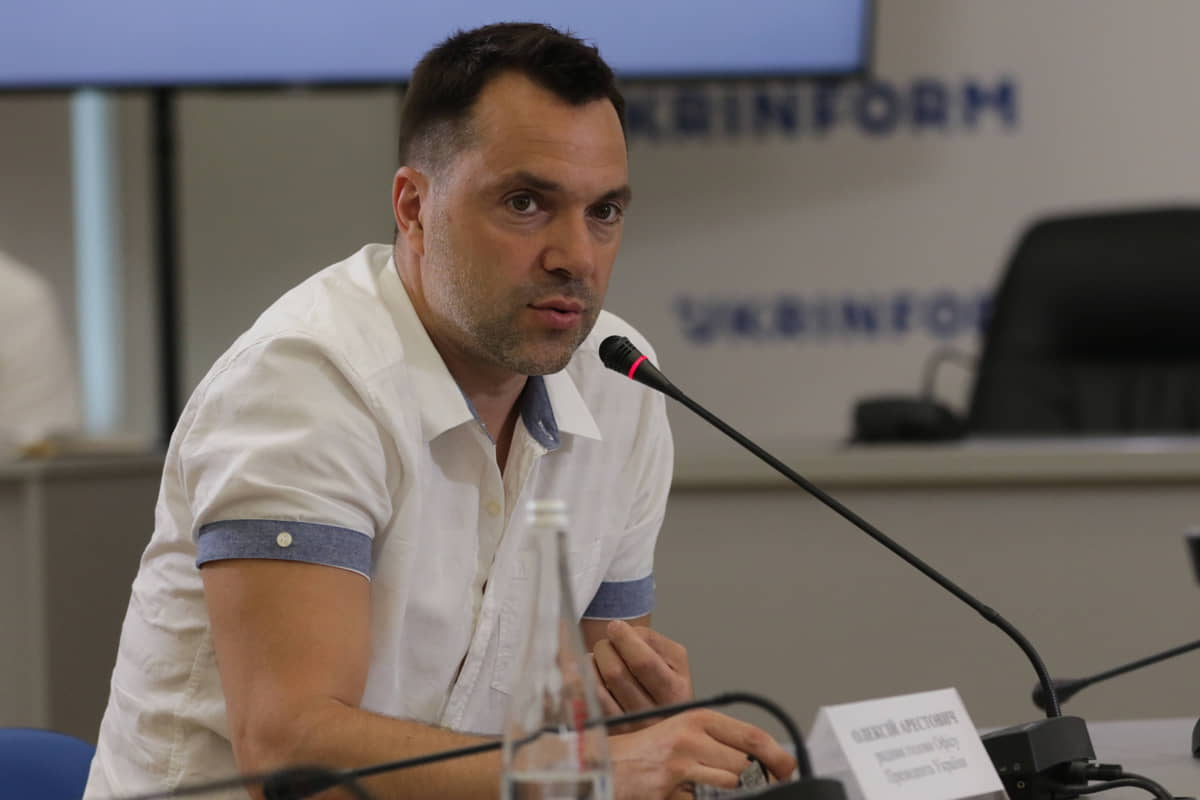
Na konferencji prasowej Ukrinformu, 1 lipca 2021

W 2008 roku przewidział aneksję Krymu przez Federację Rosyjską, ograniczenie przez Rosję żeglugi na Morzu Azowskim oraz ograniczenie podróży turystycznych na Krym.
18 lutego 2014 roku, na kilka godzin przed pierwszymi strzałami na Majdanie, wysnuł dwa alternatywne scenariusze wydarzeń rewolucji godności, z których jeden się spełnił. Jednak jego prognoza dotycząca przyszłego rządu spełniła się tylko częściowo, gdyż Petro Poroszenko został w 2014 roku nie premierem, lecz prezydentem, a Witalija Kłyczko wybrano burmistrzem Kijowa, a nie prezydentem.
W styczniu 2019 roku skłonny był sądzić, że w wyborach prezydenckich w 2019 roku na Ukrainie nie dojdzie do zmiany głowy państwa, czyli wygra Petro Poroszenko, co nie nastąpiło.
W rozmowie z 18 marca 2019 roku na kanale Youtube „Apostrof TV” przewidział wojnę z Rosją na pełną skalę do 2022 roku. W swojej prognozie zidentyfikował wszystkie obszary interwencji wojskowej i metody prowadzenia wojny przez Rosję, które okazały się prawdziwe, m.in. atak z terytorium Białorusi i okupowanego Krymu, próby okrążenia Kijowa, czy ataki rakietowe na strategiczne obiekty wojskowe w całym kraju. Twierdził też wtedy, że wsparcia militarnego i materialnego Ukrainie udzielą także państwa zachodnie, które pomogą jej wygrać wojnę z Rosją, a później wstąpić do NATO.

## Poglądy
Nazywa siebie zwolennikiem „projektu zjednoczonej Ziemi w duchu de Chardina i Wiernadskiego”, są mu bliskie poglądy Elona Muska na przyszłość ludzkości. Docenia wagę patriotyzmu i propagowania języka ukraińskiego, ale mówi, że nie jest nimi osobiście zainteresowany. W 2018 roku uznał Tomos i utworzenie niezależnej od Moskwy Prawosławnej Cerkwi Ukrainy za kamień milowy w rozwoju Ukrainy.
W 2020 roku wspierał Petra Poroszenkę po opublikowaniu filmów z rzekomymi tajnymi rozmowami prezydenta Ukrainy z Władimirem Putinem. 9 grudnia 2020 roku, komentując działania mediów bliskich Wiktorowi Medwedczukowi, stwierdził, że „[oni] nie są naszymi wrogami, to przedstawiciele ukraińskich mediów, którzy działają zgodnie z prawem. Doceniamy ich aktywność zawodową”. 26 marca 2021 roku wyraził opinię, że uważa Andrija Antonenkę i Serhija Sternenkę za więźniów politycznych.

## Kontrowersje
17 grudnia 2020 roku, komentując śmierć żołnierza schwytanego przez separatystów, stwierdził, że ukraiński wojskowy „był nietrzeźwy, dokonał nieuprawnionego przejścia na stronę wroga (bez broni) i zmarł w wyniku zatrucia alkoholem lub narkotykami”, co okazało się nieprawdą. Zgodnie z protokołem oględzin ciała zabitego żołnierza przyczyną zgonu była asfiksja ze śladami pobicia. 18 grudnia Arestowycz przeprosił za dezinformację.
Według byłego zastępcy sekretarza Rady Bezpieczeństwa Narodowego i Obrony Serhija Kriwonosa, Arestowycz miał w 2018 roku poprowadzić grupę snajperów na pole minowe w Donbasie. Arestowycz odparł, że ta informacja była nieprawdziwa. W lutym 2021 roku partia Europejska Solidarność oskarżyła Arestowycza o seksizm wobec członkiń partii i wojska oraz wezwała do usunięcia go ze stanowiska rzecznika ukraińskiej delegacji na rozmowy pokojowe w Mińsku.
16 marca 2021 roku wulgarnie obraził jednego ze swoich czytelników za to, że poprosił go o pisanie po ukraińsku na Facebooku. Jewhenia Krawczuk, zastępczyni szefa frakcji Sługa Ludu, powiedziała, że „to, co zrobił Arestowycz, jest niedopuszczalne, to świństwo. Takie zachowanie dyskredytuje go jako osobę, która powinna informować o postępach w negocjacjach”, ale lider frakcji Dawid Arahamia określił takie zachowanie normalnym. Sam Arestowycz uważa swoją uwagę za „godną odpowiedź człowiekowi w języku, który rozumie” i nazwał botem użytkownika, który poprosił go o pisanie postów po ukraińsku.
W marcu 2022 roku Komitet Śledczy Białorusi na wniosek Prokuratury Generalnej wszczął postępowanie karne przeciwko Arestowyczowi za podżeganie podczas swoich publicznych wystąpień do popełnienia aktów terroryzmu i sabotażu na Kolejach Białoruskich oraz innych działań mających na celu naruszenie bezpieczeństwa narodowego Republiki Białorusi”.

## Życie prywatne
Ojciec Mykoła Serhijowycz jest pułkownikiem rezerwy, a matka Tamara Ołeksijiwna szefem spółdzielni handlowej. W 2015 roku ożenił się z Anastasiją Hrybanową, dyrektorką ds. rozwoju w jednym z wydawnictw. Para wychowuje syna Aleksandra i córkę Weronikę oraz córkę Ołeksija z pierwszego małżeństwa, Aelitę.

## Filmografia[17][74]
| Rok  | Tytuł (rosyjski)              | Produkcja           | Rola                                                  |
| ---- | ----------------------------- | ------------------- | ----------------------------------------------------- |
| 2005 | Дедушка моей мечты            | ukraińska           | milicjant                                             |
| 2005 | За всё тебя благодарю         | ukraińska           | epizod                                                |
| 2006 | Коллекционер                  |                     | epizod                                                |
| 2006 | Возвращение Мухтара-3         | rosyjska            | Wład                                                  |
| 2006 | Дом-фантом в приданое         | ukraińska           | epizod                                                |
| 2006 | Седьмое небо                  | rosyjska/ ukraińska | epizod                                                |
| 2007 | Охламон                       | rosyjska            | Kiryłł                                                |
| 2007 | Чужие тайны                   | ukraińska           | epizod                                                |
| 2010 | Когда на юг улететают журавли | ukraińska           | epizod                                                |
| 2011 | Злоумышленник                 |                     | epizod                                                |
| 2011 | Возвращение Мухтара-7         | rosyjska            | Georgij                                               |
| 2011 | Доставить любой ценой         | ukraińska           | Uszakow                                               |
| 2012 | Брат за брата-2               | rosyjska/ ukraińska | Maks Zaripow, adwokat                                 |
| 2012 | Прости-прощай                 |                     | epizod                                                |
| 2012 | Возвращение Мухтара-8         | rosyjska            | Donin                                                 |
| 2012 | Лист ожидания                 | rosyjska/ ukraińska | epizod                                                |
| 2012 | Не бойся, я рядом             | ukraińska           | Igor Smirnow / Lusia «Karmelka» Zajcewa - rola główna |